# Llamada para un muerto
Llamada para un muerto (título original, The Deadly Affair) es una película británica de espionaje dirigida por Sidney Lumet y estrenada en 1967. Está basada en la novela de idéntico título de John le Carré. La película, protagonizada por James Mason, cuenta con un guion de Paul Dehn.

## Argumento
En la década de los 60 en Londres, Charles Dobbs (interpretado por James Mason), agente del MI5, investiga al funcionario excomunista del Foreign Office Samuel Fennan (Robert Flemyng), presunto suicida. El agente tiene sospechas de la causa de la muerte de Fennan tras visitar a su viuda a la mañana siguiente. Cuando se recibe una llamada de atención en la casa de Fennan, su viuda Elsa (interpretada por Simone Signoret) coge el teléfono afirmando que la llamada es para ella. Dobbs descubre que esto es una mentira y sospecha que es una superviviente de un campo de exterminio nazi. Esta podría tener algunas pistas sobre la muerte de Fennan.
Otros funcionarios del gobierno quieren que Dobbs abandone el caso. Sin embargo, el agente se conecta en privado con el inspector de policía retirado Mendel (interpretado por Harry Andrews) para continuar las investigaciones y descubren una red de agentes comunistas. Dobbs también descubre que su esposa Ann (interpretada por Harriet Andersson) lo deja para irse a Suiza y unirse a un antiguo colega de la Segunda Guerra Mundial, Dieter Frey (Maximilian Schell).
Dobbs finalmente decide tender una trampa para demostrar que Elsa es una espía y descubrir su control organizando una cita que tiene lugar en el teatro Aldwych durante una representación de "Edward II". Dobbs, su colega Bill Appleby (Kenneth Haigh) y Mendel observan a Elsa y esperan a ver quién se sienta junto a ella. Dobbs se sorprende al ver que es Dieter el acompañante de la viuda. Cuando Dieter y Elsa se dan cuenta de que les han tendido una trampa, Dieter mata a Elsa en secreto y se escapa del teatro. Mendel sigue a Dieter a su escondite y convoca a Dobbs. En el enfrentamiento final, Dieter le dispara a Mendel, pero Dobbs enfurecido lo mata con las manos desnudas.
Dobbs vuela a Zúrich, donde Ann lo recibe en el aeropuerto.

## Elenco
- James Mason como Charles Dobbs
- Simone Signoret como Elsa Fennan
- Maximiliano Schell como Dieter Frey
- Harriet Andersson como Ann Dobbs
- Harry Andrews como Mendel
- Kenneth Haigh como Bill Appleby
- Roy Kinnear como Adam Scarr
- Max Adrian como asesor
- Lynn Redgrave como Virgen
- Robert Flemyng como Samuel Fennan
- Leslie Sands como inspectora
- Corin Redgrave como David
- Sheraton Blount como Eunice Scarr (sin acreditar)
- Denis Shaw como Wilf the Barman (sin acreditar)
- David Warner como el actor que interpreta a Eduardo II en el Teatro Aldwych

## Premios
The Deadly Affair recibió cinco nominaciones a los premios BAFTA : Mejor película británica para Sidney Lumet, Mejor guion británico para Paul Dehn, Mejor fotografía británica (color) para Freddie Young, Mejor actriz extranjera para Simone Signoret y Mejor actor británico para James Mason. Sin embargo, no ganó ninguno de los premios.

## Partitura musical y banda sonora

### Listado de temas
Todas las composiciones son de Quincy Jones
1. "Who Needs Forever" (lyrics by Howard Greenfield) − 3:00
2. "Dieter's First Mistake" − 4:50
3. "Instrumental Main Theme (1)" − 2:05
4. "Postcard Signed "S" / Mendel Tails Elsa / Tickets to "S"" − 5:31
5. "Instrumental Main Theme (2)" − 3:00
6. "Don't Fly If It's Foggy" − 1:11
7. "Blondie-Tails" − 1:13
8. "Instrumental Main Theme (3)" − 2:05
9. "Ridiculous Scene" − 1:48
10. "Body on Elevator" − 0:55
11. "Bobb's at Gunpoint" − 0:45
12. "End Title" − 1:42